# (4438) Sykes
(4438) Sykes (1983 WR) – planetoida z pasa głównego asteroid okrążająca Słońce w ciągu 5,65 lat w średniej odległości 3,17 j.a. Odkryta 29 listopada 1983 roku.